# John Ellis (bourreau)
Pour les articles homonymes, voir John Ellis et Ellis.
John Ellis, né le 4 octobre 1874 à Balderstone dans le Grand Manchester, mort le 20 septembre 1932 à Castleton (Grand Manchester), fut l’un des plus célèbres bourreaux du Royaume-Uni, officiant dans 203 exécutions de 1901 à 1924.

## Biographie
Coiffeur de son état, il devint exécuteur à la suite d’un pari insensé avec des amis auprès desquels il avait prétendu être capable d’exercer cette activité, après avoir lui-même assisté à une exécution publique. Ayant déposé sa candidature au ministère de la justice, il passa ensuite un entretien avec succès, après quoi, il fut sélectionné, tout cela à l’insu de sa propre famille (son père qui ne le voyait pas capable d’assurer cette charge, lui coupera même les vivres afin de l’en dissuader… sans succès).
En effet, Ellis n’est manifestement pas un homme fait pour ce travail : le fait même d’égorger un simple poulet ou d’euthanasier des chatons le révulse. Même s’il est adroit et très professionnel, il rechignera néanmoins de plus en plus à aller exécuter des condamnés à mort qui passeront entre ses mains.
La pendaison d'Edith Thompson le 9 janvier 1923 fut pour lui l’épreuve la plus dure : l’image de la condamnée conduite totalement inconsciente à la potence par quatre gardiens l’éprouva énormément.
Il finira par sombrer dans l’alcoolisme, lui qui était réputé sobre au début de sa carrière. Les exécutions ratées (condamnés morts par strangulation ou ayant eu la tête arrachée) se multiplièrent alors et finira par le convaincre de remettre sa démission.
Peu après, en 1924, il tentera de se suicider, mais en voulant se tirer une balle dans la nuque, il se loupe et se fracasse la mâchoire. Le suicide étant à l'époque une infraction pénale au Royaume-Uni, Ellis est accusé et condamné à plus de 12 mois de prison avec sursis par la Rochdale Magistrates Court.
Par la suite en 1927, on le verra jouer le rôle de son illustre prédécesseur William Marwood (1820 – 1883) dans une pièce de théâtre jouée à Londres : The Life and Adventures of Charles Peace (« La vie et les aventures de Charles Peace ») relatant le parcours d’un cambrioleur pendu en 1879 pour le meurtre d’un policier. La pièce, bien qu’elle connut d’ailleurs un vif succès, fut bientôt arrêtée d’être jouée car on considérait la présence d’Ellis comme non appropriée.
On lui permit néanmoins de garder la potence qui servait durant les représentations, et cela lui servit à ouvrir un stand de foire dans lequel il simulera des exécutions capitales avec la complicité d’un contorsionniste. Ces exhibitions qui parcourront les fêtes foraines et les stations balnéaires seront accompagnées de commentaires et d’explications techniques de l’ancien exécuteur.
La crise de 1929 le réduira presque à la misère. Pour survivre, il sera contraint de vendre des serviettes auprès des Pubs de Manchester.
Mais le 20 septembre 1932, il est de nouveau très alcoolisé, et menace cette fois-ci sa femme et sa fille. Ellis se suicidera finalement le jour même en se tranchant profondément la gorge à l’aide d’un rasoir.

## Pseudonyme
En 1976, l'ancien exécuteur canadien agissant sous l'anonymat complet, accorda une interview télévisée à la CBC en utilisant le pseudonyme de « John Ellis ».